# Rally van Nieuw-Zeeland 2007
De Rally van Nieuw-Zeeland 2007, formeel 38th Rally New Zealand, was de 38e editie van de Rally van Nieuw-Zeeland en de elfde ronde van het wereldkampioenschap rally in 2007. Het was de 434e rally in het wereldkampioenschap rally die georganiseerd wordt door de Fédération Internationale de l'Automobile (FIA). De start en finish was in Hamilton.

## Programma
| Etappe | Datum                | Klassementsproeven | Competitieve afstand |
| ------ | -------------------- | ------------------ | -------------------- |
| 1      | Vrijdag 31 augustus  | 5                  | 127,52 kilometer     |
| 2      | Zaterdag 1 september | 6                  | 130,10 kilometer     |
| 3      | Zondag 2 september   | 7                  | 95,94 kilometer      |
|        |                      |                    |                      |
| Totaal | Totaal               | 18                 | 353,56 kilometer     |

## Resultaten
| Algemene top tien | Algemene top tien | Algemene top tien  | Algemene top tien          | Algemene top tien | Algemene top tien | Algemene top tien | Algemene top tien |
| Pos.              | #                 | Rijder             | Auto                       | Gr/kl             | Tijd              | Eerste            | Punten            |
| Pos.              | #                 | Navigator          | Inschrijving               | C                 | Straftijd         | Vorige            | Punten            |
| ----------------- | ----------------- | ------------------ | -------------------------- | ----------------- | ----------------- | ----------------- | ----------------- |
| 1.                | 3                 | Marcus Grönholm    | Ford Focus RS WRC 07       | A8                | 3:52:53,9         | 0:00              | 10                |
| 1.                | 3                 | Timo Rautiainen    | BP Ford World Rally Team   | C                 |                   | =                 | 10                |
| 2.                | 1                 | Sébastien Loeb     | Citroën C4 WRC             | A8                | 3:52:54,2         | + 0,3             | 8                 |
| 2.                | 1                 | Daniel Elena       | Citroën Total WRT          | C                 |                   | + 0,3             | 8                 |
| 3.                | 4                 | Mikko Hirvonen     | Ford Focus RS WRC 07       | A8                | 3:54:36,7         | + 1:42,8          | 6                 |
| 3.                | 4                 | Jarmo Lehtinen     | BP Ford World Rally Team   | C                 |                   | + 1:42,5          | 6                 |
| 4.                | 8                 | Chris Atkinson     | Subaru Impreza S12B WRC 07 | A8                | 3:55:26,2         | + 2:32,3          | 5                 |
| 4.                | 8                 | Stéphane Prévot    | Subaru World Rally Team    | C                 |                   | + 49,5            | 5                 |
| 5.                | 9                 | Jari-Matti Latvala | Ford Focus RS WRC 06       | A8                | 3:55:30,8         | + 2:36,9          | 4                 |
| 5.                | 9                 | Miikka Anttila     | Stobart VK Ford Rally Team | C                 |                   | + 4,6             | 4                 |
| 6.                | 2                 | Daniel Sordo       | Citroën C4 WRC             | A8                | 3:56:35,9         | + 3:42,0          | 3                 |
| 6.                | 2                 | Marc Martí         | Citroën Total WRT          | C                 |                   | + 1:05,1          | 3                 |
| 7.                | 5                 | Petter Solberg     | Subaru Impreza S12B WRC 07 | A8                | 3:56:48,7         | + 3:54,7          | 2                 |
| 7.                | 5                 | Phil Mills         | Subaru World Rally Team    | C                 |                   | + 12,7            | 2                 |
| 8.                | 15                | Urmo Aava          | Mitsubishi Lancer WRC 05   | A8                | 4:02:10,2         | + 9:16,3          | 1                 |
| 8.                | 15                | Kuldar Sikk        | Urmo Aava                  | A8                |                   | + 5:21,6          | 1                 |
| 9.                | 10                | Henning Solberg    | Ford Focus RS WRC 06       | A8                | 4:02:48,5         | + 9:54,6          |                   |
| 9.                | 10                | Cato Menkerud      | Stobart VK Ford Rally Team | C                 |                   | + 38,3            |                   |
| 10.               | 16                | Matthew Wilson     | Ford Focus RS WRC 06       | A8                | 4:03:13,8         | + 10:19,9         |                   |
| 10.               | 16                | Michael Orr        | Stobart VK Ford Rally Team | A8                |                   | + 25,3            |                   |
| DNF top tien      |                   |                    |                            |                   |                   |                   |                   |
| Pos.              | #                 | Rijder             | Auto                       | Gr/kl             | KP                | Reden             | Reden             |
| Pos.              | #                 | Navigator          | Inschrijving               | C                 | KP                | Reden             | Reden             |
| DNF               | 14                | Xavier Pons        | Subaru Impreza S12B WRC 07 | A8                | 8                 | Mechanisch        | Mechanisch        |
| DNF               | 14                | Xavier Amigò       | Subaru World Rally Team    | A8                | 8                 | Mechanisch        | Mechanisch        |
| DNF               | 32                | Stuart Jones       | Mitsubishi Lancer Evo IX   | N4                | 1                 | Mechanisch        | Mechanisch        |
| DNF               | 32                | Craig Parry        | Stuart Jones               | N4                | 1                 | Mechanisch        | Mechanisch        |
| DNF               | 50                | Patrik Flodin      | Subaru Impreza WRX STi     | N4                | 7                 | Turbo             | Turbo             |
| DNF               | 50                | Maria Andersson    | Rally Team Olsbergs        | N4                | 7                 | Turbo             | Turbo             |
| DNF               | 52                | Takuma Kamada      | Subaru Impreza WRX STi     | N4                | 6                 | Rijder onwel      | Rijder onwel      |
| DNF               | 52                | Naoki Kase         | Subaru Rally Team Intl.    | N4                | 6                 | Rijder onwel      | Rijder onwel      |
| DNF               | 64                | Andrew Hawkeswood  | Mitsubishi Lancer Evo VII  | A8                | 9                 | Motor             | Motor             |
| DNF               | 64                | David Calder       | Force Motorsport Ltd.      | A8                | 9                 | Motor             | Motor             |
| DNF               | 66                | Dean Sumner        | Mitsubishi Lancer Evo IX   | N4                | 8                 | Mechanisch        | Mechanisch        |
| DNF               | 66                | Paul Fallon        | ITM Rally Team             | N4                | 8                 | Mechanisch        | Mechanisch        |
| DNF               | 72                | Callum McInnes     | Subaru Impreza WRX STi     | N4                | 10                | Mechanisch        | Mechanisch        |
| DNF               | 72                | Linda Loughlin     | Callum McInnes             | N4                | 10                | Mechanisch        | Mechanisch        |
| DNF               | 84                | Chris Lange        | Ford Fiesta ST             | N3                | 11                | Koppeling         | Koppeling         |
| DNF               | 84                | Malcolm Peden      | Chris Lange                | N3                | 11                | Koppeling         | Koppeling         |
| DNF               | 87                | Yutaka Yasunami    | Mitsubishi Lancer Evo VIII | N4                | 11                | Onbekend          | Onbekend          |
| DNF               | 87                | Colin Smith        | Rally Drive NZ Ltd.        | N4                | 11                | Onbekend          | Onbekend          |

| PWRC top drie | PWRC top drie | PWRC top drie |
| Pos.          | Rijder        | Pnt.          |
| ------------- | ------------- | ------------- |
| 1             | Toshi Arai    | 10            |
| 2             | Niall McShea  | 8             |
| 3             | Richard Mason | 6             |

## Statistieken

#### Klassementsproeven
| Etappe | Datum       | KP | Starttijd | Naam                          | Lengte   | Snelste rijder  | Tijd    | Gem. snelheid | Rallyleider     |
| ------ | ----------- | -- | --------- | ----------------------------- | -------- | --------------- | ------- | ------------- | --------------- |
| 1      | 31 augustus | 1  | 9:18      | Pirongia West 1               | 18,31 km | Marcus Grönholm | 13:40,5 | 80,34 km/u    | Marcus Grönholm |
| 1      | 31 augustus | 2  | 10:21     | Waitomo 1                     | 43,88 km | Marcus Grönholm | 28:47,8 | 91,43 km/u    | Marcus Grönholm |
| 1      | 31 augustus | 3  | 14:07     | Pirongia West 2               | 18,31 km | Sébastien Loeb  | 13:32,4 | 81,14 km/u    | Marcus Grönholm |
| 1      | 31 augustus | 4  | 15:10     | Waitomo 2                     | 43,88 km | Sébastien Loeb  | 28:20,4 | 92,90 km/u    | Marcus Grönholm |
| 1      | 31 augustus | 5  | 17:03     | Mystery Creek Super Special 1 | 3,14 km  | Chris Atkinson  | 2:56,2  | 64,15 km/u    | Marcus Grönholm |
|        |             |    |           |                               |          |                 |         |               | Marcus Grönholm |
| 2      | 1 september | 6  | 9:03      | Port Waikato                  | 17,22 km | Sébastien Loeb  | 9:33,2  | 108,15 km/u   | Marcus Grönholm |
| 2      | 1 september | 7  | 9:41      | Possum                        | 13,88 km | Marcus Grönholm | 10:38,2 | 78,30 km/u    | Marcus Grönholm |
| 2      | 1 september | 8  | 10:19     | Franklin                      | 31,58 km | Sébastien Loeb  | 21:15,7 | 89,12 km/u    | Marcus Grönholm |
| 2      | 1 september | 9  | 12:32     | Mystery Creek Super Special 2 | 3,14 km  | Marcus Grönholm | 2:54,7  | 64,71 km/u    | Marcus Grönholm |
| 2      | 1 september | 10 | 14:58     | Te Akau South                 | 31,92 km | Sébastien Loeb  | 18:25,0 | 103,99 km/u   | Marcus Grönholm |
| 2      | 1 september | 11 | 15:41     | Te Akau North                 | 32,36 km | Sébastien Loeb  | 16:59,8 | 114,23 km/u   | Sébastien Loeb  |
|        |             |    |           |                               |          |                 |         |               | Sébastien Loeb  |
| 3      | 2 september | 12 | 9:03      | Maungatawhiri 1               | 5,35 km  | Marcus Grönholm | 2:41,3  | 119,40 km/u   | Marcus Grönholm |
| 3      | 2 september | 13 | 9:31      | Te Hutewai 1                  | 11,23 km | Sébastien Loeb  | 7:54,3  | 85,24 km/u    | Sébastien Loeb  |
| 3      | 2 september | 14 | 9:59      | Whaanga Coast 1               | 29,82 km | Sébastien Loeb  | 21:00,8 | 85,15 km/u    | Sébastien Loeb  |
| 3      | 2 september | 15 | 11:38     | Maungatawhiri 2               | 5,35 km  | Marcus Grönholm | 2:39,7  | 120,60 km/u   | Sébastien Loeb  |
| 3      | 2 september | 16 | 12:06     | Te Hutewai 2                  | 11,23 km | Marcus Grönholm | 7:43,0  | 87,32 km/u    | Sébastien Loeb  |
| 3      | 2 september | 17 | 12:34     | Whaanga Coast 2               | 29,82 km | Marcus Grönholm | 20:32,1 | 87,13 km/u    | Marcus Grönholm |
| 3      | 2 september | 18 | 14:18     | Mystery Creek Super Special 3 | 3,14 km  | Sébastien Loeb  | 2:52,5  | 65,53 km/u    | Marcus Grönholm |

| KP overwinningen | KP overwinningen |
| Rijder           | Aantal           |
| ---------------- | ---------------- |
| Sébastien Loeb   | 9                |
| Marcus Grönholm  | 8                |
| Chris Atkinson   | 1                |

## Kampioenschap standen

#### Rijders
|   | Pos. | Rijder          | Pnt. |
| - | ---- | --------------- | ---- |
| = | 1    | Marcus Grönholm | 90   |
| = | 2    | Sébastien Loeb  | 80   |
| = | 3    | Mikko Hirvonen  | 69   |
| = | 4    | Petter Solberg  | 31   |
| = | 5    | Daniel Sordo    | 31   |

#### Constructeurs
|   | Pos. | Constructeur               | Pnt. |
| - | ---- | -------------------------- | ---- |
| = | 1    | BP Ford World Rally Team   | 159  |
| = | 2    | Citroën Total WRT          | 113  |
| = | 3    | Subaru World Rally Team    | 60   |
| = | 4    | Stobart VK Ford Rally Team | 55   |
| = | 5    | OMV Kronos Citroën WRT     | 35   |

- Noot: Enkel de top 5-posities worden in beide standen weergegeven.